# Gerd Schönfelder
Gerd Schönfelder (ur. 2 września 1970 w Kulmain, Niemcy) – niemiecki niepełnosprawny narciarz alpejski. Szesnastokrotny mistrz paraolimpijski, czternastokrotny mistrz świata.

## Osiągnięcia

### Zimowe igrzyska paraolimpijskie
- Albertville 1992:
  -  – Narciarstwo alpejskie – zjazd mężczyzn – LW1,3,5/7,9
  -  – Narciarstwo alpejskie – supergigant mężczyzn – LW1,3,5/7,9
  -  – Narciarstwo alpejskie – slalom gigant mężczyzn – LW1,3,5/7,9
- Lillehammer 1994:
  -  – Narciarstwo alpejskie – zjazd mężczyzn – LW5/7
  -  – Narciarstwo alpejskie – slalom mężczyzn – LW5/7
  -  – Narciarstwo alpejskie – slalom gigant mężczyzn – LW5/7
  -  – Narciarstwo alpejskie – supergigant mężczyzn – LW5/7
- Nagano 1998:
  -  – Narciarstwo alpejskie – slalom mężczyzn – LW1,3,5/7
  -  – Narciarstwo alpejskie – slalom gigant mężczyzn – LW1,3,5/7
- Salt Lake City 2002:
  -  – Narciarstwo alpejskie – zjazd mężczyzn – LW3,5/7,9
  -  – Narciarstwo alpejskie – slalom mężczyzn – LW3,5/7,9
  -  – Narciarstwo alpejskie – slalom gigant mężczyzn – LW3,5/7,9
  -  – Narciarstwo alpejskie – supergigant mężczyzn – LW3,5/7,9
- Turyn 2006:
  -  – Narciarstwo alpejskie – zjazd mężczyzn – osoby stojące
  -  – Narciarstwo alpejskie – slalom gigant mężczyzn – osoby stojące
  -  – Narciarstwo alpejskie – supergigant mężczyzn – osoby stojące
  -  – Narciarstwo alpejskie – slalom mężczyzn – osoby stojące
- Vancouver 2010:
  -  – Narciarstwo alpejskie – zjazd mężczyzn – osoby stojące
  -  – Narciarstwo alpejskie – supergigant mężczyzn – osoby stojące
  -  – Narciarstwo alpejskie – slalom gigant mężczyzn – osoby stojące
  -  – Narciarstwo alpejskie – superkombinacja mężczyzn – osoby stojące
  -  – Narciarstwo alpejskie – slalom mężczyzn – osoby stojące

### Mistrzostwa świata w narciarstwie alpejskim osób niepełnosprawnych
- Kangwonland 2009:
  -  – zjazd mężczyzn – osoby stojące
  -  – slalom gigant mężczyzn – osoby stojące
  -  – superkombinacja mężczyzn – osoby stojące
  -  – supergigant mężczyzn – osoby stojące
- Sestriere 2011:
  -  – zjazd mężczyzn – osoby stojące
  -  – supergigant mężczyzn – osoby stojące
  -  – slalom mężczyzn – osoby stojące
  -  – superkombinacja mężczyzn – osoby stojące
  -  – zawody mieszane – osoby stojące
  -  – gigant slalom mężczyzn – osoby stojące